# Честименско
Честименско (болг. Честименско) — село в Болгарии. Находится в Добричской области, входит в общину Тервел. Население составляет 443 человека.

## Политическая ситуация
В местном кметстве Честименско, в состав которого входит Честименско, должность кмета (старосты) исполняет Айредин Реджеб Реджеб (Движение за права и свободы (ДПС)) по результатам выборов правления кметства.
Кмет (мэр) общины Тервел —  Живко Жеков Георгиев (Болгарская социалистическая партия (БСП)) по результатам выборов в правление общины.